# ميشيل كريبر
ميشيل كريبر هي ممثلة ومغنية كندية ولدت في 7 سبتمبر 1999.

## وصلات خارجية
- ميشيل كريبر على موقع IMDb (الإنجليزية)
- ميشيل كريبر على موقع ميوزك برينز (الإنجليزية)
- ميشيل كريبر على موقع ديسكوغز (الإنجليزية)
- ميشيل كريبر على موقع قاعدة بيانات الفيلم (الإنجليزية)